# BBSome
BBSome ist ein Proteinkomplex, welcher den Zilien neue Proteine zuführt und im intraflagellaren Transport eine wichtige Rolle spielt. Entdeckt wurde der Komplex in 2007.

## Aufbau
Der BBSome-Proteinkomplex setzt sich aus den Proteinen BBS1, 2, 4, 5, 7, 8 und 9 zusammen. Jedes einzelne hat auch außerhalb des BBSome seine eigene Funktion, BBS5 verhindert beispielsweise durch die Bindung an Phosphoinositide die Ziliogenese. Als Komplex stabilisiert BBSome weiterhin die IFT-A und IFT-B Subkomplexe in Basalkörper und Zilienspitze. BBSome muss hierfür vollständig vorhanden sein, so führt beispielsweise der Verlust der Proteine BBS7 und BBS8 zum Zerfall von IFT-A und IFT-B.

## Funktion
Hauptsächlich führt der BBSome-Komplex den Zilien neue Proteinbausteine zu. Er baut im Basalkörper der primären Zilien IFT-Komplexe zusammen und hilft bei deren anterograden Transport in die Zilienspitze. Hierfür bindet ein Lotse, das ARL6-Protein, an BBS1 und leitet den Proteinkomplex samt Fracht zur Zelloberfläche. Dort angekommen trägt BBSome außerdem zum Recycling der Fracht und der Richtungsänderung zur Basis bei, somit ist es ein unverzichtbarer Bestandteil des Transportsystems.
In Mäusen wurde außerdem die Interaktion von IFT-A-Komplexen mit BBS1 nachgewiesen, Experimente mit Hefe zeigten Bindungen von IFT-B-Komplexen an BBS7.

## Ziliopathien
Eine Punktmutation in einem der für die einzelnen Bestandteile codierenden Gene wird zumeist als Hauptgrund für viele Ziliopathien angesehen. Auch für das Laurence-Moon-Bardet-Biedl-Syndrom (LMBBS) ist eine Mutation im für BBS1 codierenden Gen in 30 % aller Fälle die Ursache.